# Jacopo Foroni
Jacopo Foroni (né le 25 juillet 1825 à Valeggio sul Mincio, alors dans le Royaume lombard-vénitien, et mort le 8 septembre 1858 à Stockholm en Suède, du choléra) est un compositeur et chef d'orchestre italien, particulièrement célèbre en Suède.

## Œuvres
- Margherita , opéra semi-seria donné au Teatro Rè de Milan le 8 mars 1848[1]
- Cristina regina di Svezia , œuvre en cinq actes représentée le 19 mai 1849, dédiée au roi Oscar 1er[1]
- Les Gladiateurs" à Milan, le 7 octobre 1851
- en Suède, il compose ensuite des œuvres symphoniques et des musiques de scène
- Advokaten Pathelin , son dernier opéra en un acte représenté le 4 décembre 1858, peu après sa mort.

## Pour approfondir